# Йонас Голес
Йонас Голес (норв. Jonas Holøs, нар. 27 серпня 1987, Сарпсборг) — норвезький хокеїст, захисник клубу ШХЛ «Лінчепінг». Гравець збірної команди Норвегії.

## Ігрова кар'єра
Вихованець хокейного клубу «Спарта Ворріорс», де і розпочав кар'єру 2003 року. За рідну команду відіграв п'ять сезоонів після чого перейшов до шведського «Фер'єстада».
Після чемпіонату світу 2008 року Йонаса запросили до тренувального табору «Чикаго Блекгокс». Але 21 червня 2008 року його обрали на драфті НХЛ під 170-м загальним номером інша команда НХЛ «Колорадо Аваланч». Зрештою норвежець повернувся до шведського клубу «Фер'єстад», де відіграв два сезони незважаючи на чергове запрошення цього разу від «лавин» влітку 2009 року. 26 травня 2010 Голес та «Колорадо Аваланч» підписали дворічний контракт.
16 жовтня 2010 Йонас дебютував у НХЛ, відігравши 23:57 ігрового часу на льоду в матчі проти «Нью-Йорк Айлендерс». Таким чином він став шостим норвежцем, що зіграв у НХЛ після Бйорна Скааре, Андерса Мирволда, Еспена Кнутсена, Оле-Крістіана Толлефсена та Патріка Торесена. 21 листопада 2010 Голес перейшов до фарм-клубу «Лейк Ері Монстерс» (АХЛ). 19 грудня повернувся до «Аваланч».
Після старту сезону 2011–12 років Йонас не закріпився в основі та попросив керівництво команди відпустити його в Європу. У Швеції норвежець уклав дворічний контракт з командою «Векше Лейкерс».
14 березня 2013 Голес, як вільний агент підписав контракт з російським клубом КХЛ «Локомотив» (Ярославль).
Після двох сезонів у складі росіян Голес підписав 16 червня 2015 року дворічний контракт з шведським клубом «Фер'єстад».
29 травня 2017, як вільний агент уклав дворічний контракт з швейцарською командою «Фрібур-Готтерон».
18 червня 2019 відбулось четверте повернення норвежця до Швеції. Цього разу він уклав дворічну угоду з клубом ШХЛ «Лінчепінг».

## На рівні збірних
Виступав у складі юніорської збірної Норвегії та молодіжної збірної Норвегії. У складі національної збірної Норвегії дебютував на чемпіонаті світу 2006 року. Наразі у складі збірної відіграв 114 матчів на офіційних турнірах.

## Нагороди та досягнення
- Чемпіон Швеції в складі «Фер'єстад» — 2009.

## Статистика

### Клубні виступи
| Сезон        | Клуб                    | Ліга         | Регулярний сезон | Регулярний сезон | Регулярний сезон | Регулярний сезон | Регулярний сезон | Плей-оф | Плей-оф | Плей-оф | Плей-оф | Плей-оф |
| Сезон        | Клуб                    | Ліга         | І                | Г                | П                | О                | ШХ               | І       | Г       | П       | О       | ШХ      |
| ------------ | ----------------------- | ------------ | ---------------- | ---------------- | ---------------- | ---------------- | ---------------- | ------- | ------- | ------- | ------- | ------- |
| 2003–04      | «Спарта Ворріорс»       | ГЕТ          | 1                | 0                | 0                | 0                | 0                | —       | —       | —       | —       | —       |
| 2004–05      | «Спарта Ворріорс»       | ГЕТ          | 41               | 3                | 2                | 5                | 18               | 4       | 0       | 0       | 0       | 2       |
| 2005–06      | «Спарта Ворріорс»       | ГЕТ          | 26               | 3                | 4                | 7                | 14               | 6       | 0       | 0       | 0       | 0       |
| 2006–07      | «Спарта Ворріорс»       | ГЕТ          | 40               | 11               | 19               | 30               | 32               | 13      | 2       | 2       | 4       | 18      |
| 2007–08      | «Спарта Ворріорс»       | ГЕТ          | 40               | 2                | 20               | 22               | 67               | 6       | 1       | 0       | 1       | 2       |
| 2008–09      | «Фер'єстад»             | Елітсерія    | 55               | 8                | 8                | 16               | 12               | 13      | 3       | 3       | 6       | 8       |
| 2009–10      | «Фер'єстад»             | Елітсерія    | 51               | 1                | 13               | 14               | 24               | 7       | 0       | 0       | 0       | 2       |
| 2010–11      | «Колорадо Аваланч»      | НХЛ          | 39               | 0                | 6                | 6                | 10               | —       | —       | —       | —       | —       |
| 2010–11      | «Лейк Ері Монстерс»     | АХЛ          | 17               | 0                | 6                | 6                | 8                | 7       | 1       | 1       | 2       | 8       |
| 2011–12      | «Векше Лейкерс»         | Елітсерія    | 41               | 2                | 7                | 9                | 8                | —       | —       | —       | —       | —       |
| 2012–13      | «Векше Лейкерс»         | Елітсерія    | 55               | 4                | 13               | 17               | 10               | —       | —       | —       | —       | —       |
| 2013–14      | «Локомотив» (Ярославль) | КХЛ          | 52               | 6                | 8                | 14               | 12               | 16      | 0       | 4       | 4       | 5       |
| 2014–15      | «Локомотив» (Ярославль) | КХЛ          | 60               | 10               | 9                | 19               | 10               | 6       | 0       | 1       | 1       | 2       |
| 2015–16      | «Фер'єстад»             | ШХЛ          | 40               | 5                | 12               | 17               | 6                | 3       | 0       | 0       | 0       | 0       |
| 2016–17      | «Фер'єстад»             | ШХЛ          | 51               | 8                | 9                | 17               | 8                | 7       | 1       | 2       | 3       | 4       |
| 2017–18      | «Фрібур-Готтерон»       | НЛА          | 38               | 2                | 12               | 14               | 8                | 2       | 0       | 0       | 0       | 0       |
| 2018–19      | «Фрібур-Готтерон»       | НЛА          | 49               | 3                | 14               | 17               | 8                | —       | —       | —       | —       | —       |
| 2019–20      | «Лінчепінг»             | ШХЛ          | 52               | 5                | 13               | 18               | 12               | —       | —       | —       | —       | —       |
| Усього в ГЕТ | Усього в ГЕТ            | Усього в ГЕТ | 148              | 19               | 45               | 64               | 131              | 29      | 3       | 2       | 5       | 22      |
| Усього в ШХЛ | Усього в ШХЛ            | Усього в ШХЛ | 345              | 33               | 75               | 108              | 80               | 30      | 4       | 5       | 9       | 14      |
| Усього в НХЛ | Усього в НХЛ            | Усього в НХЛ | 39               | 0                | 6                | 6                | 10               | —       | —       | —       | —       | —       |
| Усього в КХЛ | Усього в КХЛ            | Усього в КХЛ | 112              | 16               | 17               | 33               | 22               | 22      | 0       | 5       | 5       | 7       |

### Збірна
| Рік                | Команда            | Турнір             | Місце              | І   | Г  | П  | О  | ШХ |
| ------------------ | ------------------ | ------------------ | ------------------ | --- | -- | -- | -- | -- |
| 2004               | Норвегія           | ЮЧС18              | 10-е               | 6   | 0  | 1  | 1  | 2  |
| 2005               | Норвегія           | ЮЧС18-D1           | 1-е                | 5   | 3  | 1  | 4  | 14 |
| 2005               | Норвегія           | МЧС-D1             | 1-е                | 5   | 0  | 2  | 2  | 2  |
| 2006               | Норвегія           | МЧС                | 10-е               | 6   | 0  | 0  | 0  | 12 |
| 2006               | Норвегія           | ЧС                 | 11-е               | 6   | 0  | 0  | 0  | 2  |
| 2007               | Норвегія           | МЧС-D1             | 9-е                | 5   | 1  | 1  | 2  | 31 |
| 2007               | Норвегія           | ЧС                 | 14-е               | 6   | 0  | 1  | 1  | 6  |
| 2008               | Норвегія           | ЧС                 | 8-е                | 7   | 0  | 1  | 1  | 6  |
| 2009               | Норвегія           | ЗОІ                | Кваліф.            | 3   | 1  | 0  | 1  | 2  |
| 2009               | Норвегія           | ЧС                 | 11-е               | 6   | 0  | 0  | 0  | 2  |
| 2010               | Норвегія           | ОІ                 | 10-е               | 4   | 0  | 1  | 1  | 2  |
| 2010               | Норегія            | ЧС                 | 9-е                | 6   | 1  | 1  | 2  | 8  |
| 2011               | Норвегія           | ЧС                 | 6-е                | 7   | 2  | 3  | 5  | 2  |
| 2012               | Норвегія           | ЧС                 | 8-е                | 8   | 4  | 5  | 9  | 2  |
| 2013               | Норвегія           | ЧС                 | 10-е               | 7   | 0  | 0  | 0  | 4  |
| 2014               | Норвегія           | ЗОІ                | 12-е               | 4   | 0  | 1  | 1  | 0  |
| 2014               | Норвегія           | ЧС                 | 12-е               | 7   | 1  | 1  | 2  | 4  |
| 2015               | Норвегія           | ЧС                 | 11-е               | 7   | 1  | 5  | 6  | 0  |
| 2016               | Норвегія           | ЧС                 | 10-е               | 7   | 1  | 2  | 3  | 2  |
| 2016               | Норвегія           | Кваліф.            | Кваліф.            | 3   | 2  | 1  | 3  | 2  |
| 2017               | Норвегія           | ЧС                 | 11-е               | 7   | 1  | 1  | 2  | 2  |
| 2018               | Норвегія           | ЗОІ                | 8-е                | 5   | 0  | 1  | 1  | 2  |
| 2018               | Норвегія           | ЧС                 | 13-е               | 7   | 1  | 2  | 3  | 2  |
| 2019               | Норвегія           | ЧС                 | 12-е               | 7   | 1  | 4  | 5  | 0  |
| Молодіжна збірна   | Молодіжна збірна   | Молодіжна збірна   | Молодіжна збірна   | 27  | 4  | 5  | 9  | 61 |
| Національна збірна | Національна збірна | Національна збірна | Національна збірна | 114 | 16 | 30 | 46 | 50 |